# 丘布特河

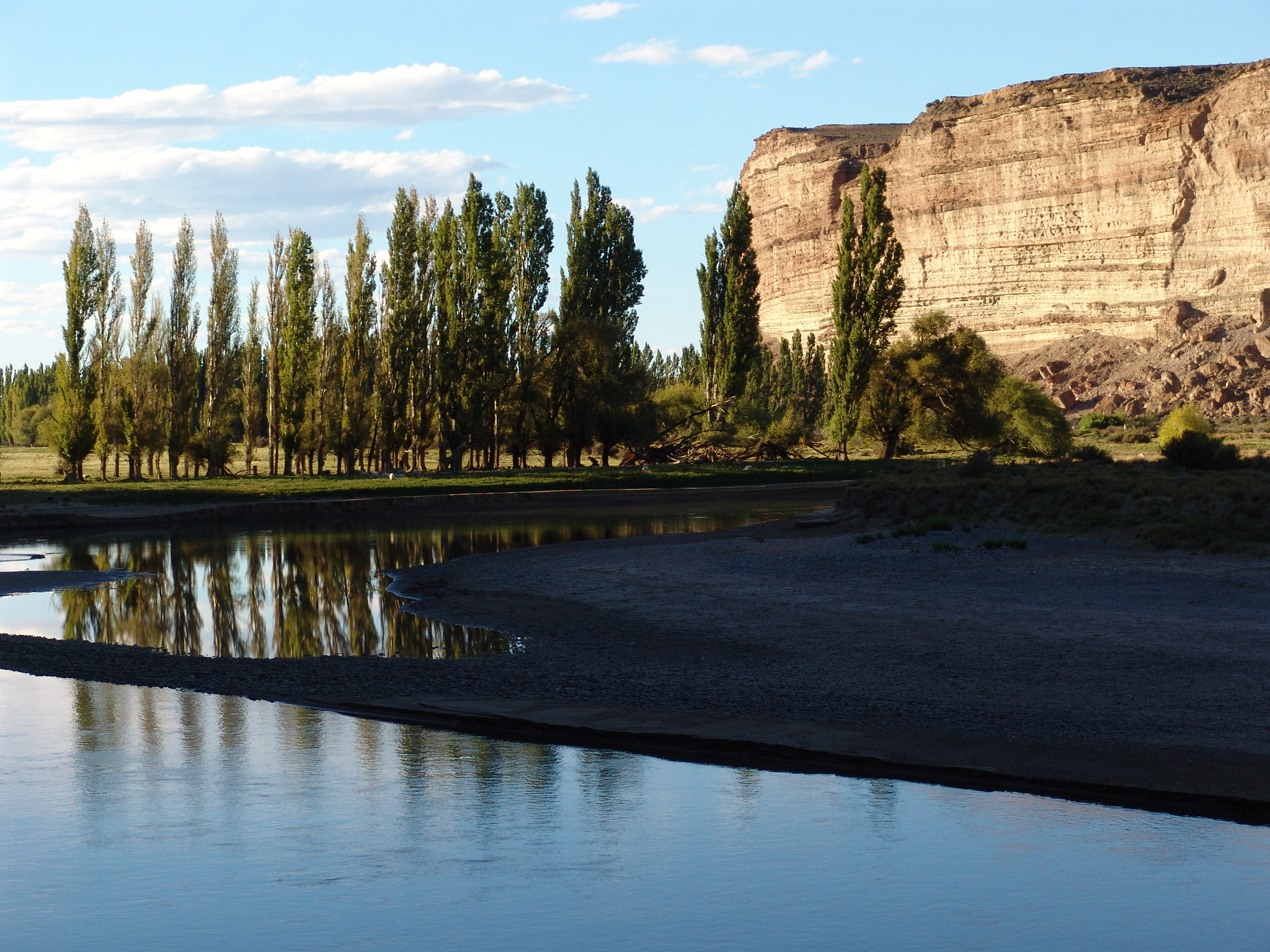
丘布特河

丘布特河（西班牙語：Río Chubut）是阿根廷的河流，位於該國南部巴塔哥尼亞地區，河道全長約800公里，發源自安第斯山脈，最終在羅森注入大西洋，是熱門的鱒魚捕捉地點。
43°41′58.99″S 66°29′00.00″W / 43.6997194°S 66.4833333°W